# Temesvári Piarista Gimnázium
A Temesvári Piarista Gimnázium egy 1790 és 1948 között, Temesváron működött, a piarista rend fenntartásában levő középiskola volt.

## Történelem

### A Magyarországi Rendtartomány időszaka
A magyarországi rendtartomány (Provincia Hungariae) keretén belül az ország keleti részén és Erdélyben a következő helyeken létesültek piarista rendházak:
- Beszterce (1717),
- Debrecen (1719),
- Szeged (1720),
- Nagykároly (1727),
- Máramarossziget (1731),
- Szentanna (Arad megye, 1750),
- Kolozsvár (1776).

A szentannai rendházat és iskolát 1790-ben császári rendeletre áthelyezték Temesvárra, a régi ferences kolostorba, mostoha körülmények közé. Az iskola azonban rövid időn belül fejlődésnek indult a városi környezetben. 1849-től nyolcosztályos főgimnázium volt. A diákság vallási és nemzetiségi összetétele megfelelt a bánáti adottságoknak; 1870-ben például 417 tanuló látogatta az iskolát, ezek közül 227 római katolikus, 135 ortodox, 35 zsidó, 10 evangélikus, és 4 református volt. Az oktatási nyelv a számos rendeletnek és előírásnak megfelelően előbb a latin, majd II. József alatt császári rendelkezés alapján a német, és végül 1844-től a magyar volt. Az oktatási nyelvtől függetlenül magyar, német, román és ideiglenesen szerb nyelvórák is hozzátartoztak a tanrendhez. Nem véletlen, hogy az iskola növendékei között szerepel Ioan Slavici román író Adam Müller-Guttenbrunn német irodalmár is.

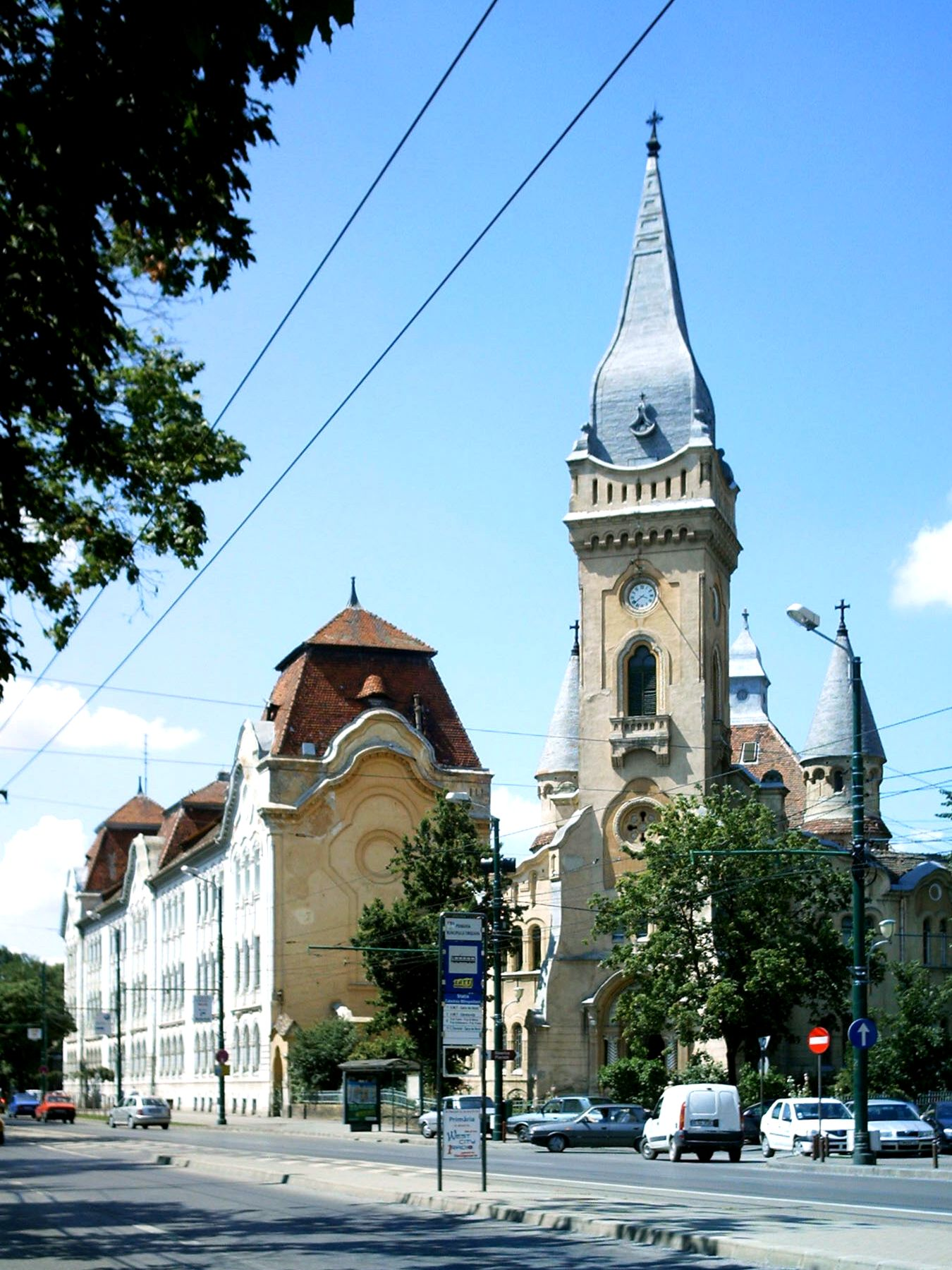
A gimnázium és a templom

Később a helyszűke tarthatatlanná vált, ezért 1909-ben a diákok már az újonnan épült iskolában kezdték meg a tanítást. A nagyvonalúan berendezett iskola egy modern épülettömb keretében, Székely László műépítész tervei alapján létesült. A világos, tágas előadótermek, a természettudományi laboratóriumok, a rajzterem és a célszerűen felszerelt tornaterem szervesen illeszkedtek az épülettömbbe, melyhez még a rendház és a konviktus tartozott. 1912-ben szentelték fel a piarista templomot, és így alakult ki végül a városközpontban egy három utca által határolt, nagyméretű belső udvarral rendelkező impozáns iskola- és rendházépület. Ilyen adottságokkal és a piarista atyáknak tulajdonítható szakképzéssel és erkölcsös, vallásos oktatási eljárással a Temesvári Piarista Főgimnázium nem csak Temesvár, de az ország iskoláinak élvonalába került.
1919 novembere és 1920 januárja között temesvári polgárcsaládok kamasz gyermekei – főként a Temesvári Piarista Főgimnázium tizenhét–tizennyolc éves, a cserkészmozgalomban is aktív diákjai – összeesküvést szerveztek a városban állomásozó román katonák lefegyverzésére. A megszálló román hatóságok 44 személyt vádoltak meg államellenes összeesküvéssel és felségsértéssel; a később leventepernek nevezett eljárás a Tiszti Kaszinó épületében zajlott március–április folyamán.

### A Romániai Rendtartomány időszaka
Az I. világháborút követő időszakban, 1921-ben a kolozsvári, valamint az egykori kelet-magyarországi rendházakból megalakult a Romániai Viceprovincia (Viceprovinciae Rumeniae). Ezt követően 1925-ig, a végleges formát öltő Romániai Rendtartomány megalakulásig számos próbálkozás vezetett oda, hogy az illetékes hatóságok végül engedélyezték a „Liceul Particular Piarist Timisoara” magániskola tevékenységét, mely ugyan nyilvánossági joggal rendelkezett, de csak állami bizottság által ellenőrzött vizsgát követően kézbesíthetett a végzősöknek érettségi diplomát. Az oktatási nyelv az állam rendelkezéseinek megfelelően a román volt, de továbbra is lehetőséget biztosított a magyar nyelvű diákokat anyanyelvükön is oktatni. Figyelemre méltó, hogy a hitoktatást a római katolikus diákoknak magyar nyelven biztosították, de anyanyelvüknek megfelelően, német és román nyelvű hitoktatást is igényelhettek. Az ortodox és szerb diákoknak a hitoktatás anyanyelvükön lett biztosítva, az izraelita diákoknak pedig úgy neoizraelita, mint ortodox-izraelita hitoktatást biztosítottak.
A kezdetben hétosztályos főgimnázium 1935-ben nyolcosztályos lett. Az oktatás és nevelés terén elért eredmények a Kegyesrendi Főgimnáziumot a II. világháborút megelőző időszakban a bánáti líceumok élvonalába helyezték; ez a jól képzett tanári kar és nem utolsósorban Panyik-Tóth Lajos igazgató érdeme volt.
A gimnázium diákjainak 1928 és 1931 között kiadott havi lapja a Harsona volt. Főleg a diákszerkesztők, így Brémzay Géza, Ungor Tibor, Popovits József verseit, cikkeit, humoreszkjeit és iskolai beszámolóit közölte; a munkatársak közül Dobó Antal, Jakabffy Loránd jelentkezett sűrűbben írásaival. A lap anyagában a diákok románul írt versei, cikkei és tudósításai is szerepelnek.

### A diktatúra időszaka
Már 160 éve tanítottak a piaristák Temesváron, mikor a háborút követő változások következtében a kormány megszüntette a felekezeti iskolák tevékenységét. 1948 augusztusában érvénybe lépett az új tanügyi rendszer, és a Közoktatási Minisztérium (Ministerul Invatamantului Public) ugyanazzal a dátummal közzétett 190.140 számú rendeletének alapján hitelesített felsorolásban a felekezeti iskolák egyszerűen már nem szerepeltek. Az intézkedés sikerének érdekében az iskola és a rend anyagi alapját is megvonták, az iskola és rendház ingó és ingatlan vagyonát az állam minden ellenszolgáltatás nélkül tulajdonába vette. Az állam az általa elkészített szerzetesrendek jegyzékében a piarista rendet meg sem említette, így nemcsak az iskola, de a szerzetesrend léte is veszélye került. Az évtizedeken keresztül elterjedt téves felfogás, miszerint a kommunisták a rendet feloszlatták és az iskolát betiltották egyházjogilag nem helytálló, hiszen a rendet feloszlatni csak alapítójának, a római rendfőnökségnek állt hatalmában. A rendfőnökség részéről tett esetleges tiltakozásról nincsenek nyomai, de feltételezhető, hogy a lehetőségek mérlegelése után egy ilyen lépéstől tartózkodtak. A hajlék és munkahely nélkül maradt paptanároknak csak akkor engedélyezték, hogy az állami iskolában tanítsanak, ha előzőleg visszavonták fogadalmukat. Azoknak a rendtagoknak, akik nem voltak hajlandók ezt a lépést megtenni, igen nehéz körülmények között, plébániákon kellett tevékenykedniük. Az egyetlen paptanár, aki tovább taníthatott, Blédy Lajos, az iskola utolsó igazgatója volt. A gyulafehérvári teológián és a szemináriumban tanított latin nyelvet.
A piarista templom ez idő alatt is megfelelt rendeltetésének; nem csak a hívőknek állt rendelkezésére, hanem az Alma Mater szerepét is biztosította. Ide tértek be rendszeresen helybeli és távolról hazatérő piaristák és örömmel emlékeztek volt tanáraikkal hajdani iskolájukra. A templom a hagyományos érettségi találkozóknak nem csak menedéket, de erkölcsi támogatást is nyújtott. Ezek a találkozók vezettek oda, hogy városszerte a piarista szellem tovább élt. A római rendfőnökség figyelemmel kísérte a templom sorsát, és fennhatóságának hatáskörében bízta piarista szerzetesekre a lelkészi feladatokat és a templom vezetését. Az első időszakban (1948-1981) Erdély István, a líceum volt tanára és a konviktus prefektusa, dicséretre méltóan teremtett kapcsolatot a volt diákok és szeretett iskolájuk között, és minden alkalommal támogatta az érettségi találkozókra összegyűlteket. Nyugdíjba vonulása alkalmával már nem volt életben a rendnek egyetlen temesvári tagja sem, ezért a rendfőnökség 1988-ban a szatmári egyházmegyében tevékenykedő Való Ferencet bízta meg a temesvári templom vezetésével, aki ezt élete végéig, 2005-ig ellátta.
A rendfőnökség a diktatúra éveiben a magyarországi piaristák segítségével tartott kapcsolatot a Románia területén élő piarista rendtagokkal, és így igyekezett velük kapcsolatot fenntartani.

## Tervek
A rendszerváltást követően nehéznek tűnt bizonyítani, hogy az épületegyüttes valóban piarista rendház, ám végül kiderült, hogy a telekkönyv 1204/2 számmal a templom tulajdonosának a Temesvári püspökséget jelölte.
Az egyházmegye és az általa létesített Gerhardinum Római Katolikus Teológiai Líceum, mely 1992-ben kezdte meg oktatási tevékenységét, ismételten kérvényezte az oktatás céljára szükséges tantermek és internátus biztosítását. Első lépésnek tekintették a piarista iskolaépület első emeleti tantermeinek rendelkezésre bocsátását és a – nem piarista tulajdonból – kisajátított szeminárium épületét. Ugyanakkor a rend is megtette a szükséges lépéseket, hogy a hajdani rendtartomány működését lehetővé tegye.
Az ország területén akkor még elő négy idős piarista nem jöhetett számításba, ezért Gindele Tibor máramarosszigeti plébánost bízták meg, hogy a Romániai Rendtartományt a hatóságokkal szemben képviselje. Tevékenységének érdeme, hogy sikerült visszaállítani a rend jogi személyiségét, melynek alapján a piaristák ismét léteznek Romániában. Váratlanul bekövetkezett halálát követően utódjául Schönberger Jenő máramarosszigeti plébánost jelölték ki, aki utóbb a Szatmári egyházmegye püspöke lett.
A rend vezetőségének az a terve, hogy a Romániai Rendtartomány továbbra is maradjon meg, és mérlegelik a lehetőségeket a piarista oktatás újraélesztésére. Természetesen tudatában van annak, hogy a jelenlegi körülmények között ez egy igen körülményes feladat, és csak távlati perspektívában lehetséges. Addig is számos feladatot kell megoldani, elsősorban az iskolaépület visszaszolgáltatását, a modern oktatáshoz szükséges adottságok biztosítását, és egy feladatához méltó tanári kart. Biztatónak lehet tekinteni, hogy az iskolaépületet a rend 2006 végén visszakapta, így az épületben a Gerhardinum Líceum megfelelően terjeszkedhet, és tantermeket, valamint internátust biztosít a lány- és fiúdiákok részére, valamint a templom vezetését is biztosítja. A legfontosabb feladat, a piarista tanári kar biztosítása még csak távlati célnak tekinthető. Csak az kelthet reményt, ha a katolikus teológiát végző diákok közül akadna néhány lelkes fiatal, aki a piarista hivatást választja.

## Személyek

### Egykori diákok
- Bodor Pál (1930–2017) újságíró[5]
- Bogdánffy Szilárd (1911–1953) püspök[6]
- Boros Béla (1908–2003) címzetes érsek[7]
- Csávossy György (1925–2015) költő, színműíró, mezőgazdasági szakíró
- Deák Tamás író (1928–1986)
- Déchy Mór (1851–1917) geográfus, földrajzi felfedező
- Gergely Béla (1921–1943) nyelvész[8]
- Gombos Ferenc Albin (1873–1938) történész, pedagógus, író, az MTA tagja
- Hans Mokka (1912–1999) költő, író, operaénekes, zenész
- Herczeg Ferenc (1863–1954) író[5]
- Illy Ferenc (1892–1956) kávéipari üzletember, feltaláló[9]
- Kurtág György (1926) zeneszerző[10]
- Adam Müller-Guttenbrunn (1852–1923) bánáti sváb író, költő
- Ortvay Tivadar (1843–1916) történész, régész, földrajztudós, az MTA tagja
- Salló Ervin (1929–2009) vegyész, tudománytörténész, természettudományi szakíró
- Ioan Slavici (1848–1925) román író
- Temesy Győző (1887–1977) földrajztudós, földrajztanár, gimnáziumi igazgató, cserkészvezető